# نانس
نانس (نام علمی: Byrsonima crassifolia) نام یک گونه از رده دولپه‌ای‌ها است.
نانس درخت یا درختچه‌ای بزرگ و کند رشد است که تا حدود ۱۰ متر ارتفاع می‌تواند رشد کند یا در شرایط رشدی مطلوب و مناسب، ارتفاع آن به حدود ۲۰ متر نیز می‌رسد. فرم درخت متنوع می‌باشد و از گرد و پراکنده تا متراکم و کم پهنا و باریک می‌تواند متفاوت باشد. تنهٔ درخت می‌تواند کوتاه یا بلند و خمیده یا راست باشد. شاخه‌های جوان پوشیده از کرک‌های متراکم و انبوه می‌باشند.